# André van Putten
André van Putten is een Nederlands viool- en cellobouwer. Zijn werkplaats is gevestigd te Kampen.
Om jong muzikaal talent te ontdekken en stimuleren richtte hij samen met de Nederlandse meesterviolist Herman Krebbers het Herman Krebbers Concours op.
Vanaf 2005 speelde Herman Krebbers op een viool gebouwd door Van Putten. Krebbers verruilde zijn Bergonzi om voor een Van Putten om zijn viool door te geven aan een nieuwe generatie van violisten.
Eind 2007 verschijnt Van Putten in het nieuws vanwege een bijzonder project. Maandenlang heeft hij aan een prothese gewerkt voor een violiste wie een arm was verloren tijdens een verkeersongeluk. De prothese bevat een "polsgewricht" welke vereist is bij het bespelen van een strijkinstrument.
André van Putten is lid van de Gereformeerde Gemeente van Kampen.